# Poecilanthe parviflora
El  lapachillo (Poecilanthe parviflora) es una especie de árbol perennifolio de la familia Fabaceae. Es endémico de Argentina, Uruguay, Paraguay, y de Brasil. Hay datos insuficientes sobre su estado de conservación.

## Descripción
Árbol o arbolito de 8-15 (excepcionalmente 25 m) de altura; tronco irregular. 
Flores amarillas o blancas, inflorescencia en racimos ; presentan líneas o manchas rojas agrupadas en racimos axilares o terminales. Florece de noviembre a enero, y fructifica de julio a octubre.
Hojas compuestas imparipinadas, 5-folíolos, alternas, lanceoladas, de 7 cm de largo y 3 de ancho, oblanceolada con punta excisa y base obtusa. Color uniforme, verde oscura con envés más claro y opaco, brillante arriba. Nervadura nítida, peninervea, saliente en el envés. 
Fruto vaina o legumbre seca, castaño, de 4 cm de largo, indehiscente, forma orbicular, con 1-2 semillas. 

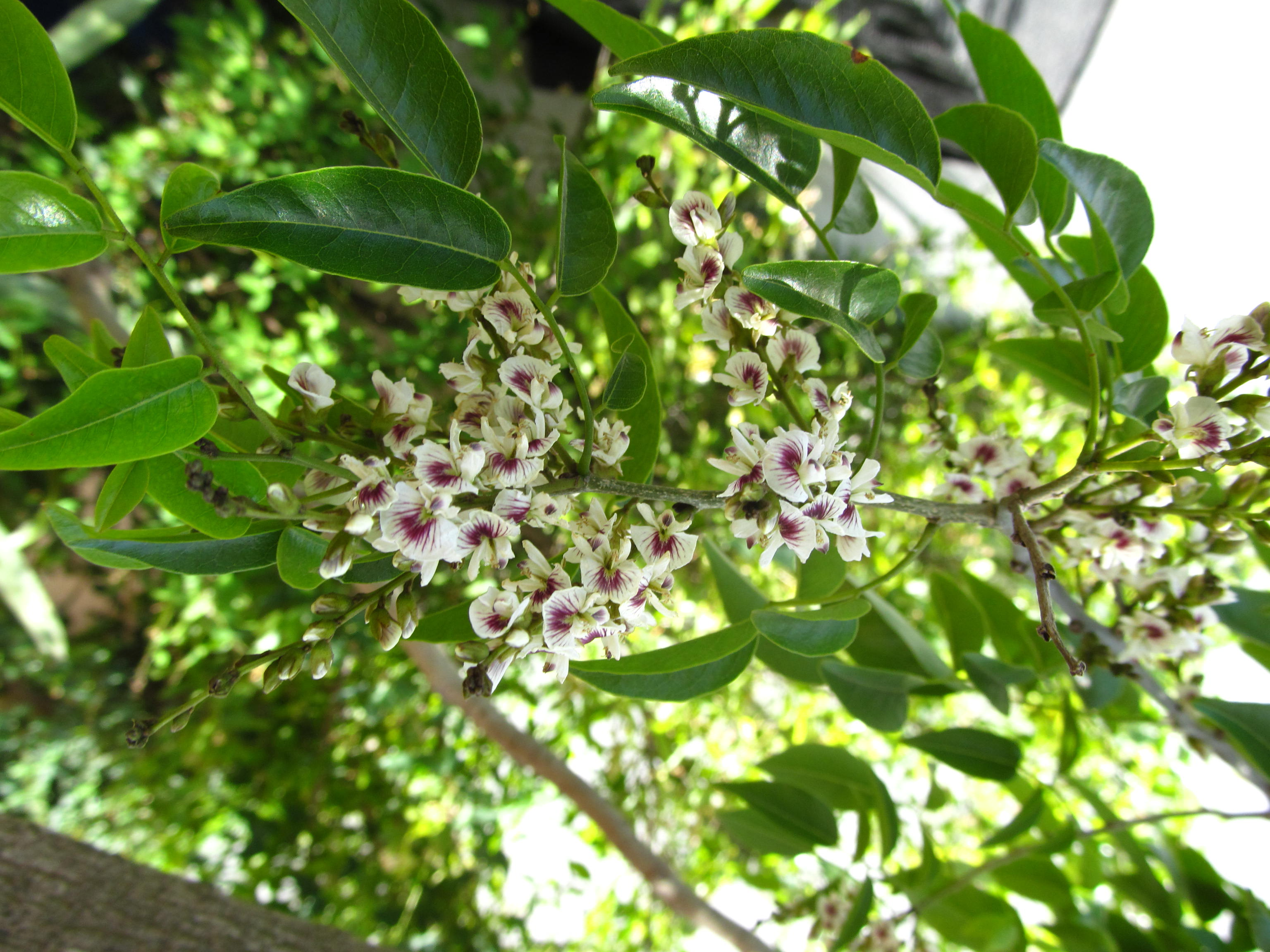
Poecilante parviflora en flor.

Semilla chata, de 1,2 cm diámetro mayor, tonalidades anaranjadas. Se cogen los frutos directamente del árbol cuando inicia la caída espontánea; extrayendo las simientes manualmente. Su viabilidad almacenada es superior a 4 meses (sem./kg: 2.350; sin dormancia.

## Uso
Madera muy pesada, de textura fina altamente resistente a

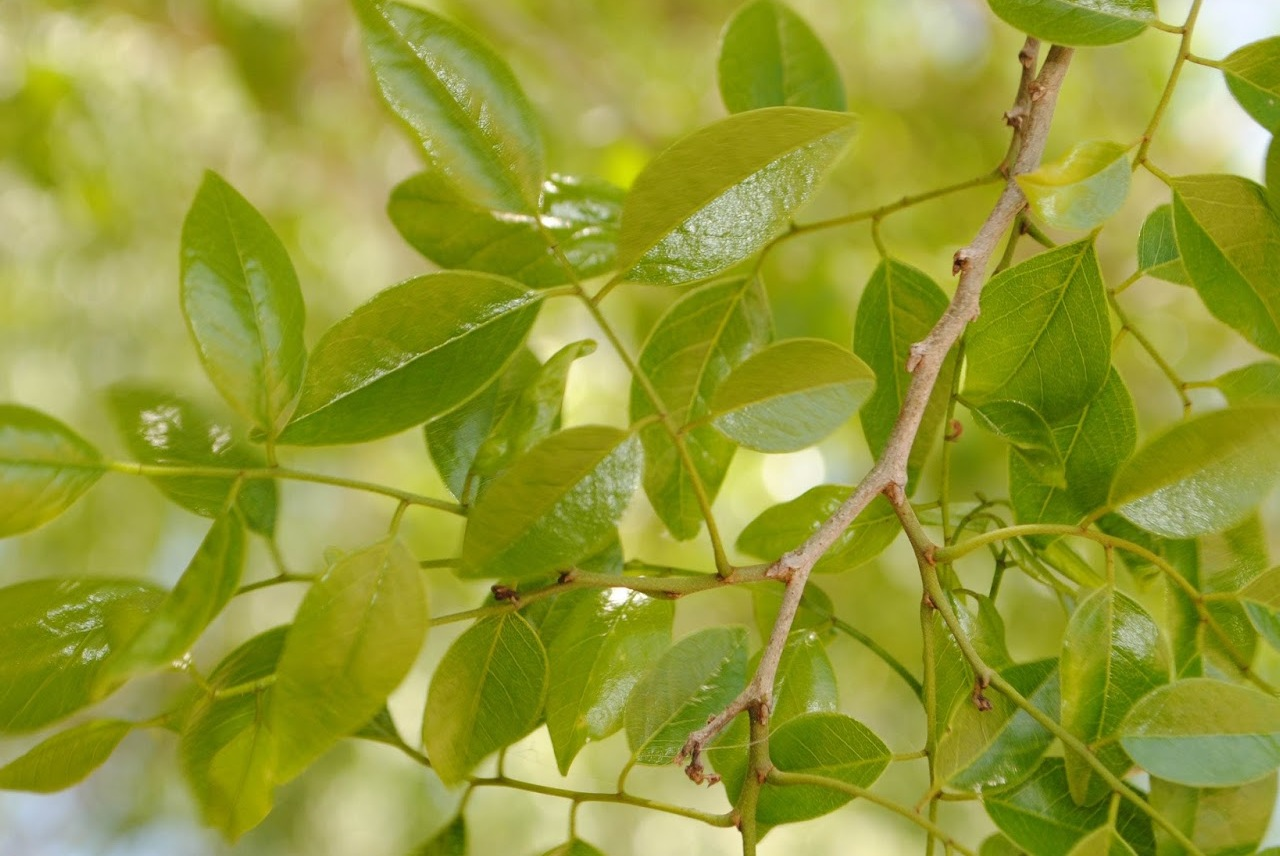
Poecilanthe parviflora, follaje. Se ven hojas compuestas

podredumbre y ataque de insectos. Para arbolado urbano,
construcción, carbón, resina.